# Jeux du Commonwealth de 1978
Navigation
Édition précédente Édition suivante
Les Jeux du Commonwealth de 1978 se sont déroulés à Edmonton au Canada du 3 août au 12 août 1978. C’est le stade du Commonwealth qui a accueilli les cérémonies d'ouverture et de clôture.

## Sports disputés
|  | - Athlétisme (détail) - Badminton - Bowls (Boulingrin) - Boxe anglaise - Cyclisme - Gymnastique artistique | - Haltérophilie - Lutte - Natation - Plongeon - Tir |  |

## Médailles par pays
| Rang  | Pays                      | Médaille d'or | Médaille d'argent | Médaille de bronze | Total |
| 1     | Canada                    | 45            | 31                | 33                 | 109   |
| 2     | Angleterre                | 27            | 27                | 33                 | 87    |
| 3     | Australie                 | 24            | 33                | 27                 | 84    |
| 4     | Kenya                     | 7             | 6                 | 5                  | 18    |
| 5     | Nouvelle-Zélande          | 5             | 6                 | 9                  | 20    |
| 6     | Inde                      | 5             | 5                 | 5                  | 15    |
| 7     | Écosse                    | 3             | 6                 | 5                  | 14    |
| 8     | Jamaïque                  | 2             | 2                 | 3                  | 7     |
| 9     | Pays de Galles            | 2             | 1                 | 5                  | 8     |
| 10    | Irlande du Nord           | 2             | 1                 | 2                  | 5     |
| 11    | Hong Kong                 | 2             | 0                 | 0                  | 2     |
| 12    | Malaisie                  | 1             | 2                 | 1                  | 4     |
| 13    | Ghana                     | 1             | 1                 | 1                  | 3     |
| 13    | Guyana                    | 1             | 1                 | 1                  | 3     |
| 15    | Tanzanie                  | 1             | 1                 | 0                  | 2     |
| 16    | Trinité-et-Tobago         | 0             | 2                 | 2                  | 4     |
| 16    | Zambie                    | 0             | 2                 | 2                  | 4     |
| 18    | Bahamas                   | 0             | 1                 | 0                  | 1     |
| 18    | Papouasie-Nouvelle-Guinée | 0             | 1                 | 0                  | 1     |
| 20    | Samoa occidentales        | 0             | 0                 | 3                  | 3     |
| 21    | Île de Man                | 0             | 0                 | 1                  | 1     |
| Total | Total                     | 128           | 129               | 138                | 395   |

## Résultats

### Badminton
| Epreuve           |           | Médaille d'or                              | Médaille d'argent                        | Médaille de bronze                  |
| Équipe mixte      | Mixte     | Angleterre                                 | Canada                                   | Malaisie                            |
| Simples Messieurs | Messieurs | Prakash Padukone (IND)                     | Derek Talbot (ENG)                       | Ray Stevens (ENG)                   |
| Doubles Messieurs | Messieurs | Ray Stevens & Mike Tredgett (ENG)          | Moo Foot Lian & Ong Beng Teong (MAS)     | Bryan Purser & Richard Purser (NZL) |
| Simples Dames     | Dames     | Sylvia Meow Eng Ng (MAS)                   | Katherine Swee Phek The (MAS)            | Wendy Clarkson (CAN)                |
| Doubles Dames     | Dames     | Nora Perry & Anne Statt (ENG)              | Claire Backhouse & Jane Youngberg (CAN)  | Ami Ghia & Kanwal Singh (IND)       |
| Doubles mixtes    | Mixte     | Mike Tredgett & Nora Perry (Gardner) (ENG) | Billy Gilliland & Joanna Flockhart (SCO) | Derek Talbot & Barbara Sutton (ENG) |

### Bowls (Boulingrin)
| Epreuve    |           | Médaille d'or                         | Médaille d'argent                 | Médaille de bronze                |
| Individuel | Messieurs | David Bryant (ENG)                    | John Snell (AUS)                  | John Russell Evans (WAL)          |
| Par deux   | Messieurs | Clementi Delgado & Eric Liddell (HKG) | Alex McIntosh & Willie Wood (SCO) | James Morgan & Ray Williams (WAL) |
| Par quatre | Messieurs | Hong Kong                             | Nouvelle-Zélande                  | Pays de Galles                    |

### Cyclisme

#### Piste
| Epreuve                 |           | Médaille d'or                                                     | Médaille d'or | Médaille d'argent                                             | Médaille d'argent | Médaille de bronze                                            | Médaille de bronze |
| Contre-la-montre        | Messieurs | Jocelyn Lovell (CAN)                                              | 00:01:06      | Kenrick Tucker (AUS)                                          | 00:01:07          | Gordon Singleton (CAN)                                        | 00:01:08           |
| Vitesse                 | Messieurs | Kenrick Tucker (AUS)                                              |               | Trevor Gadd (ENG)                                             |                   | David Weller (JAM)                                            |                    |
| Poursuite individuelle  | Messieurs | Michael Richards (NZL)                                            | 00:04:50      | Gary Campbell (AUS)                                           | 00:04:56          | Anthony Doyle (ENG)                                           | 00:04:56           |
| Poursuite par équipes   | Messieurs | Colin Fitzgerald, Kevin Nichols, Gary Sutton & Shane Sutton (AUS) | 00:04:29      | Kevin Blackwell, Anthony Cuff, Neil Lyster & Jack Swart (NZL) | 00:04:38          | Anthony Doyle, Paul Fennell, Tony James & Glen Mitchell (ENG) | 00:04:51           |
| Course Scratch 10 Miles | Messieurs | Jocelyn Lovell (CAN)                                              | 00:20:06      | Shane Sutton (AUS)                                            | 00:20:06          | Gary Sutton (AUS)                                             | 00:20:06           |
| Tandem                  | Messieurs | Jocelyn Lovell & Gordon Singleton (CAN)                           | 15.52         | Trevor Gadd & David Le Grys (ENG)                             |                   | Ron Boyle & Stephen Goodall (AUS)                             |                    |

#### Route
| Epreuve          |           | Médaille d'or       | Médaille d'or | Médaille d'argent   | Médaille d'argent | Médaille de bronze | Médaille de bronze |
| Course sur route | Messieurs | Phil Anderson (AUS) | 04:22:34      | Pierre Harvey (CAN) | 04:22:35          | Garry Bell (NZL)   | 04:22:35           |

### Gymnastique artistique
| Epreuve          |           | Médaille d'or          | Médaille d'or | Médaille d'argent     | Médaille d'argent | Médaille de bronze   | Médaille de bronze |
| Concours général | Messieurs | Philip Delesalle (CAN) | 56.4          | Lindsay Nylund (AUS)  | 54.95             | Jean Choquette (CAN) | 54.25              |
| Par équipe       | Messieurs | Canada                 | 165.55        | Angleterre            | 161.95            | Australie            | 158.5              |
| Concours général | Dames     | Elfi Schlegel (CAN)    | 38.25         | Monica Goermann (CAN) | 37.25             |                      |                    |
| Concours général | Dames     | Sherry Hawco (CAN)     |               |                       |                   |                      |                    |
| Par équipe       | Dames     | Canada                 | 113.25        | Angleterre            | 107.4             | Nouvelle-Zélande     | 106.35             |

### Tir

#### Pistolet
| Epreuve             |                | Médaille d'or       | Médaille d'or | Médaille d'argent | Médaille d'argent | Médaille de bronze   | Médaille de bronze |
| Pistolet (libre)    | Messieurs/Open | Yvon Trempe (CAN)   | 543           | Edward Jans (CAN) | 540               | Bertram Manhin (TRI) | 536                |
| Pistolet tir rapide | Messieurs/Open | Jules Sobrian (CAN) | 587           | John Cooke (ENG)  | 581               | Jeff Farrell (AUS)   | 581                |

#### Carabine
| Epreuve                |                | Médaille d'or         | Médaille d'or | Médaille d'argent   | Médaille d'argent | Médaille de bronze      | Médaille de bronze |
| Carabine petit calibre | Messieurs/Open | Alister Allan (SCO)   | 1194          | Bill Watkins (WAL)  | 1191              | Stewart Watterson (IOM) | 1187               |
| Carabine               | Messieurs/Open | Desmond Vamplew (CAN) | 391           | James Spaight (ENG) | 388               | Patrick Vamplew (CAN)   | 387                |

#### Tir aux plateaux
| Epreuve |                | Médaille d'or       | Médaille d'or | Médaille d'argent  | Médaille d'argent | Médaille de bronze | Médaille de bronze |
| Trap    | Messieurs/Open | John Primrose (CAN) | 186           | George Leary (CAN) | 185               | Terry Rumbel (AUS) | 183                |
| Skeet   | Messieurs/Open | John Woolley (NZL)  | 193           | Paul Bentley (ENG) | 191               | Joe Neville (ENG)  | 190                |

### Natation
| Epreuve                            |           | Médaille d'or        | Médaille d'or | Médaille d'argent         | Médaille d'argent | Médaille de bronze    | Médaille de bronze |
| 100 Mètres Nage libre              | Messieurs | Mark Morgan (AUS)    | 52.7          | Bill Sawchuk (CAN)        | 52.81             | Gary MacDonald (CAN)  | 52.9               |
| 200 Mètres Nage libre              | Messieurs | Ron McKeon (AUS)     | 00:01:52      | Graeme Brewer (AUS)       | 00:01:53          | Mark Morgan (AUS)     | 00:01:53           |
| 400 Mètres Nage libre              | Messieurs | Ron McKeon (AUS)     | 00:03:54      | Simon Gray (ENG)          | 00:03:57          | Max Metzker (AUS)     | 00:03:59           |
| 1500 Mètres Nage libre             | Messieurs | Max Metzker (AUS)    | 00:15:32      | Simon Gray (ENG)          | 00:15:39          | Andrew Astbury (ENG)  | 00:15:43           |
| 100 Mètres Dos                     | Messieurs | Glenn Patching (AUS) | 57.9          | Gary Abraham (ENG)        | 58.48             | Jay Tapp (CAN)        | 59.05              |
| 200 Mètres Dos                     | Messieurs | Gary Hurring (NZL)   | 00:02:04      | Glenn Patching (AUS)      | 00:02:06          | Paul Moorfoot (AUS)   | 00:02:06           |
| 100 Mètres Brasse                  | Messieurs | Graham Smith (CAN)   | 00:01:04      | Duncan Goodhew (ENG)      | 00:01:04          | Paul Naisby (ENG)     | 00:01:06           |
| 200 Mètres Brasse                  | Messieurs | Graham Smith (CAN)   | 00:02:21      | Duncan Goodhew (ENG)      | 00:02:22          | Lindsay Spencer (AUS) | 00:02:22           |
| 100 Mètres Papillon                | Messieurs | Dan Thompson (CAN)   | 55.04         | John Mills (ENG)          | 56.22             | Bill Sawchuk (CAN)    | 56.37              |
| 200 Mètres Papillon                | Messieurs | George Nagy (CAN)    | 00:02:02      | Claus Bredschneider (CAN) | 00:02:02          | Phil Hubble (ENG)     | 00:02:03           |
| 200 Mètres Quatre nages individuel | Messieurs | Graham Smith (CAN)   | 00:02:05      | Bill Sawchuk (CAN)        | 00:02:06          | Peter Dawson (AUS)    | 00:02:09           |
| 400 Mètres Quatre nages individuel | Messieurs | Graham Smith (CAN)   | 00:04:27      | Simon Gray (ENG)          | 00:04:28          | Bill Sawchuk (CAN)    | 00:04:28           |
| 4 × 100 Mètres Relais nage libre   | Messieurs | Canada               | 00:03:28      | Australie                 | 00:03:29          | Angleterre            | 00:03:30           |
| 4 × 200 Mètres Relais nage libre   | Messieurs | Australie            | 00:07:35      | Canada                    | 00:07:37          | Angleterre            | 00:07:42           |
| 4 × 100 Mètres Relais quatre nages | Messieurs | Canada               | 00:03:50      | Angleterre                | 00:03:50          | Australie             | 00:03:53           |

### Plongeon
| Epreuve              |           | Médaille d'or     | Médaille d'or | Médaille d'argent   | Médaille d'argent | Médaille de bronze  | Médaille de bronze |
| Tremplin 3 Mètres    | Messieurs | Chris Snode (ENG) | 643.83        | Scott Cranham (CAN) | 595.53            | Don Wagstaff (AUS)  | 572.16             |
| Plateforme 10 Mètres | Messieurs | Chris Snode (ENG) | 538.98        | Ken Armstrong (CAN) | 534.99            | Scott Cranham (CAN) | 512.37             |

### Natation
| Epreuve                            |       | Médaille d'or         | Médaille d'or | Médaille d'argent     | Médaille d'argent | Médaille de bronze     | Médaille de bronze |
| 100 Mètres Nage libre              | Dames | Carol Klimpel (CAN)   | 57.78         | Rosemary Brown (AUS)  | 58.3              | Wendy Quirk (CAN)      | 58.41              |
| 200 Mètres Nage libre              | Dames | Rebecca Perrott (NZL) | 00:02:01      | Tracey Wickham (AUS)  | 00:02:01          | Michelle Ford (AUS)    | 00:02:02           |
| 400 Mètres Nage libre              | Dames | Tracey Wickham (AUS)  | 00:04:08      | Michelle Ford (AUS)   | 00:04:10          | Rebecca Perrott (NZL)  | 00:04:17           |
| 800 Mètres Nage libre              | Dames | Tracey Wickham (AUS)  | 00:08:25      | Michelle Ford (AUS)   | 00:08:26          | Rebecca Perrott (NZL)  | 00:08:45           |
| 100 Mètres Dos                     | Dames | Debra Forster (AUS)   | 00:01:04      | Hélène Boivin (CAN)   | 00:01:05          | Cheryl Gibson (CAN)    | 00:01:05           |
| 200 Mètres Dos                     | Dames | Cheryl Gibson (CAN)   | 00:02:17      | Lisa Forrest (AUS)    | 00:02:18          | Glenda Robertson (AUS) | 00:02:18           |
| 100 Mètres Brasse                  | Dames | Robin Corsiglia (CAN) | 00:01:14      | Margaret Kelly (ENG)  | 00:01:14          | Marion Stuart (CAN)    | 00:01:14           |
| 200 Mètres Brasse                  | Dames | Lisa Borsholt (CAN)   | 00:02:38      | Debbie Rudd (ENG)     | 00:02:38          | Margaret Kelly (ENG)   | 00:02:39           |
| 100 Mètres Papillon                | Dames | Wendy Quirk (CAN)     | 00:01:02      | Penny McCarthy (NZL)  | 00:01:02          | Linda Hanel (AUS)      | 00:01:03           |
| 200 Mètres Papillon                | Dames | Michelle Ford (AUS)   | 00:02:11      | Wendy Quirk (CAN)     | 00:02:14          | Linda Hanel (AUS)      | 00:02:15           |
| 200 Mètres Quatre nages individuel | Dames | Sharron Davies (ENG)  | 00:02:18      | Rebecca Perrott (NZL) | 00:02:19          | Becky Smith (CAN)      | 00:02:19           |
| 400 Mètres Quatre nages individuel | Dames | Sharron Davies (ENG)  | 00:04:52      | Becky Smith (CAN)     | 00:04:58          | Cheryl Gibson (CAN)    | 00:04:59           |
| 4 × 100 Mètres Relais nage libre   | Dames | Canada                | 00:03:50      | Angleterre            | 00:03:53          | Australie              | 00:03:54           |
| 4 × 100 Mètres Relais quatre nages | Dames | Canada                | 00:04:15      | Australie             | 00:04:17          | Angleterre             | 00:04:20           |

### Plongeon
| Epreuve              |       | Médaille d'or        | Médaille d'or | Médaille d'argent       | Médaille d'argent | Médaille de bronze | Médaille de bronze |
| Tremplin 3 Mètres    | Dames | Janet Nutter (CAN)   | 477.33        | Beverley Boys (CAN)     | 469.95            | Eniko Kiefer (CAN) | 447.42             |
| Plateforme 10 Mètres | Dames | Linda Cuthbert (CAN) | 397.44        | Valerie McFarlane (AUS) | 383.4             | Janet Nutter (CAN) | 374.67             |

### Haltérophilie
| Epreuve             |           | Médaille d'or               | Médaille d'or | Médaille d'argent       | Médaille d'argent | Médaille de bronze    | Médaille de bronze |
| Poids mouches       | Messieurs | Ekambaram Karunakaran (IND) | 205           | Charlie Revolta (SCO)   | 197.5             | Roger Crabtree (AUS)  | 190                |
| Poids coqs          | Messieurs | Precious McKenzie (NZL)     | 220           | Tamil Selvin (IND)      | 220               | Jeffrey Brice (WAL)   | 215                |
| Poids plumes        | Messieurs | Michael Mercier (CAN)       | 237.5         | Ivan Katz (AUS)         | 235               | Darrell Schultz (CAN) | 230                |
| Poids légers        | Messieurs | Bill Stellios (AUS)         | 272.5         | Adrian Kebbe (AUS)      | 267.5             | Philip Sue (NZL)      | 262.5              |
| Poids moyens        | Messieurs | Sam Castiglione (AUS)       | 300           | Newton Burrowes (ENG)   | 290               | Steve Pinsent (ENG)   | 290                |
| Poids mi-lourds     | Messieurs | Robert Kabbas (AUS)         | 322.5         | Charles Quagliata (AUS) | 287.5             | Gary Shadbolt (ENG)   | 277.5              |
| Poids lourds-moyens | Messieurs | Gary Langford (ENG)         | 335           | Terry Hadlow (CAN)      | 330               | Brian Marsden (NZL)   | 312.5              |
| Poids lourds-légers | Messieurs | John Burns (WAL)            | 340           | Steve Wyatt (AUS)       | 325               | Robert Santavy (CAN)  | 315                |
| Poids lourds        | Messieurs | Russ Prior (CAN)            | 347.5         | Wayne Smith (CAN)       | 337.5             | Andy Drzewiecki (ENG) | 335                |
| Poids super-welters | Messieurs | Jean-Marc Cardinal (CAN)    | 365           | Bob Edmond (AUS)        | 322.5             | John Hynd (SCO)       | 305                |

### Lutte
| Epreuve             |           | Médaille d'or              | Médaille d'argent      | Médaille de bronze  |
| Poids mi-mouches    | Messieurs | Ashok Kumar (IND)          | George Gunouski (CAN)  | Mark Dunbar (ENG)   |
| Poids mouches       | Messieurs | Ray Takahashi (CAN)        | Sudesh Kumar (IND)     | Ken Hoyt (AUS)      |
| Poids coqs          | Messieurs | Satbir Singh (IND)         | Michael Barry (CAN)    | Amrik Singh (ENG)   |
| Poids plumes        | Messieurs | Egon Beiler (CAN)          | Jagminder Singh (IND)  | Brian Aspen (ENG)   |
| Poids légers        | Messieurs | Zsigmund Kelevitz (AUS)    | Joe Gilligan (ENG)     | Jagdish Kumar (IND) |
| Poids welters       | Messieurs | Rajinder Singh (IND)       | Victor Zilberman (CAN) | Keith Howard (ENG)  |
| Poids moyens        | Messieurs | Richard Deschatelets (CAN) | Wally Koenig (AUS)     | Ivan Weir (NIR)     |
| Poids lourds légers | Messieurs | Stephen Danier (CAN)       | Mick Pikos (AUS)       | Kartar Singh (IND)  |
| Poids lourds        | Messieurs | Wyatt Wishart (CAN)        | Satpal Singh (IND)     | Murray Avery (NZL)  |
| Poids super-welters | Messieurs | Robert Gibbons (CAN)       | Albert Patrick (SCO)   | Ishwar Singh (IND)  |